# Abraxas reducta
Abraxas reducta là một loài bướm đêm trong họ Geometridae.